# Амирасланов, Али Агамалы оглы
Али Агамалы оглы Амирасланов (1900—1962) — советский геолог, член-корреспондент Академии наук СССР (1953).

## Биография
Родился 9 (22) декабря 1900 года в селе Бала Гасанлы в семье курдского кочевника-скотовода.
В 1906—1917 годах учился в Гирюсинском двухклассном и Шемахинском реальном училищах Азербайджана, после чего работал в сельском хозяйстве в родном селе.
Был членом секретарем Кубатлинского уездного революционного комитета ВКП(б) и делегатом IX съезда Советов РСФСР от Азербайджана. Участник Гражданской войны в России, в 1922—1923 годах находился в РККА на политических должностях.
В 1924—1926 годах Амирасланов занимался государственной и политической деятельностью в Азербайджанской ССР, после чего поступил на геологоразведочный факультет Московской горной академии им. И. В. Сталина.
По окончании в 1930 году горной академии, в 1931—1956 годах преподавал на геологоразведочном факультете МГРИ. Одновременно работал во Всесоюзном институте минерального сырья и НИГРИ золота.
Во время подготовки к 17 сессии Международного геологического конгресса (1937 года) работал Учёным секретарём оргкомитета.
В 1939—1947 годах был главным инженером, а в 1948—1953 годах — начальником и с 1954 года — главным геологом Главного геолого-разведывательного управления Министерства цветных металлов СССР. Участвовал в открытии нескольких месторождений цветных металлов в Советском Союзе.
Али Агамалы оглы Амирасланов — автор ряда научных работ, посвященных изучению месторождений цветных металлов на Урале, в Казахстане, Забайкалье и Средней Азии. С 1955 года был заместителем главного редактора журнала «Советская геология».
Умер 16 октября 1962 году и похоронен в 20-м ряду 8-го участка Новодевичьего кладбища.

## Членство в организациях
- Член ВКП(б) с 1920 года.

## Семья
Дважды женат:
- первая жена — Голубкина Кима Соломоновна;
- вторая жена — Амирасланова (урождённая Овечко) Анна Павловна.

Дочери:
- Казбекова Дина Алиевна (1935—2022)
- Араслы Эльвира Алиевна [по информации ИСАРАН — Арасян[1]] (род. 1937).

## Награды
- Ордена Трудового Красного Знамени (1942 и 1953)
- Медали «За доблестный труд в Великой Отечественной войне 1941—1945 гг.», «За оборону Москвы», «В память 800-летия Москвы», в 1949 году — медалью «За восстановление металлургической промышленности юга».